# Real Cartagena
Real Cartagena Fútbol Club es un club de fútbol colombiano de la ciudad de Cartagena de Indias. Aunque sus hinchas conmemoran el cumpleaños del equipo el 21 de marzo, la fecha fundacional que conmemoran la Dimayor y la Federación Colombiana de Fútbol es la del 2 de febrero de 1992, fecha de su afiliación al ente rector del fútbol colombiano con ficha propia. El equipo actualmente juega en la Categoría Primera B del fútbol profesional colombiano.

## Historia

### Antecedentes
La historia del fútbol en Bolívar se remonta al año 1940 con la fundación y reconocimiento de la liga por los organismos deportivos. La Liga de Fútbol de Bolívar se fundó el 20 de julio de 1940 por iniciativa de los periodistas Cristian Andrés González (Jhoncito de Lucas) e Ignacio Amador de la Peña (Igapé), el más importante y reconocido dirigente colombiano en las organizaciones mundiales de boxeo.
En 1962, un grupo de muchachos que solían jugar ajedrez en el Callejón de los Chivos, inició la práctica de este deporte después de espiar desde una tapia de una residencia del sector El Toril, sobre la avenida Pedro de Heredia a un joven que jugaba solo con su balón. Lo que comenzó como una curiosidad esa mañana de marzo se convirtió en un disfrute para los jóvenes. Alejandro Martínez, el muchacho del balón, les enseñó a patear y los motivó a practicar el "novedoso" deporte. Días después, Jairo Acosta Cadena, Antonio Soto, Nicolás Castilla, Alcibíades, William Domínguez entre otros inscribieron el equipo Real Cartagena en la tercera categoría de la Liga de Fútbol de Bolívar a través de la Corporación Deportiva de Cartagena (CORPODECA) siendo el primer Gerente del equipo el señor Jairo Acosta Cadena. El nombre surgió por el distinguido abolengo de la ciudad, según la explicación de Soto al cronista deportivo y árbitro de fútbol José Ignacio Betancourt, primer periodista de la ciudad especializado en el tema, cuyas crónicas forman parte de la historia del balompié bolivarense.

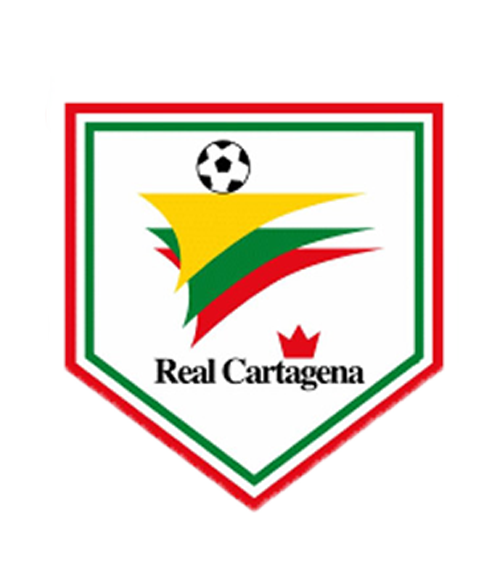
Escudo Fundacional del Real Cartagena

### Inicios
Al iniciar el año 1971 el Atlético Bucaramanga afrontaba gravísimos problemas económicos, que llegó a desistir a participar del campeonato de primera división de esa temporada. Aprovechando la situación, la Alcaldía de Cartagena decidió crear un club de fútbol bajo la razón social de "Real Cartagena" y con el aval de la Dimayor, solicitó y logró el alquiler de la ficha de afiliado a la Dimayor el cual era el Atlético Bucaramanga por una temporada. El 5 de enero de 1971, Dimayor dio vía libre a la creación de Real Cartagena con la ficha alquilada del Bucaramanga, y el 10 de enero, el equipo leopardo se muda a La Heroica.
La Dimayor vio con buenos ojos la medida. De alguna manera estaba protegiendo a uno de sus socios, permitiéndole alquilar su ficha de afiliado a otro club por una temporada, recibiendo una retribución económica y evitándose la desaparición por una posible quiebra. El uniforme del recién creado Real Cartagena fue amarillo con vivos verdes y rojos, pantaloneta verde y el nombre y escudo de la ciudad en el pecho.
La mayor parte de la nómina del Atlético Bucaramanga que pasó a estar en receso durante ese año mientras se recuperaba de su crisis económica, pasó a formar parte de la nómina del Real Cartagena. Viajaron de Bucaramanga a vincularse a su nuevo equipo: Gilberto “Burro” Centeno, Antonio Duque, Misael “Papo” Flórez, Germán “Remache” Garcés, Jorge Lastra, Julián Martínez, Ignacio “Centavito” Pacheco, Adolfo Riquelme, Orlando Soto y José Omar Verdún, como entrenador. Completaron la nómina los nacionales Herman “Cuca” Aceros, Edison Angulo, Edison Carabalí, Raúl “Ratón“ Macías, Gustavo “Chancha” Ramírez, Julio César Ramírez, Mauro Vásquez, los uruguayos Julio Brucessi y Carlos Tejera y el veterano paraguayo Pedro “Pollo” Díaz.
El primer partido de la historia del Real Cartagena fue un amistoso ante el Junior de Barranquilla, el 31 de enero en el Estadio Pedro de Heredia, que recibía por primera vez al equipo que tomaría el escenario como su sede. El juego terminó empatado 1-1, y el gol del Real lo convirtió el sueco Stellan Danielsson, un jugador que solo disputó ese partido y se marchó de la ciudad. 
Debutó oficialmente en el Campeonato Colombiano 1971 y también ante su público el 7 de febrero, con triunfo sobre Once Caldas 1-0, con gol de Mauro Márquez, quien de paso quedó registrado como el autor del primer gol en la historia del equipo. Pasaron luego 10 fechas sin triunfos, con tres empates y siete derrotas. Cayó al fondo de la tabla, con solo cinco puntos. Ganó su segundo partido a Junior 1-0, con gol de Misael “Papo” Flórez. En las seis fechas siguientes empató cinco partidos y perdió uno. Ganó después en dos oportunidades a Unión Magdalena 3-1 y América de Cali 2-1, para terminar en el puesto once, superando a Junior, Oro Negro y Magdalena.
Omar Verdún continuó al frente del equipo en el Finalización. Llegaron el uruguayo Juan Martínez Silveira, el argentino Santiago Scaminacci y los colombianos Juan Quintero, Luis Carlos Paz, Guillermo Chamorro y Edelberto Aguilar. Ganó siete partidos en el transcurso del torneo: Pereira 2-0; Oro Negro 2-0 y 2-3; Cúcuta 3-0; Santa Fe 1-0; América 4-0, en una estupenda tarde de Mauro Vásquez, autor de tres tantos y Tolima 2-1; empató siete y perdió 12,  para ubicarse en el puesto 11, por encima de Junior, Oro Negro y Tolima. Culminando así la primera temporada del Real Cartagena en primera división.
En 1972, el Atlético Bucaramanga ya había logrado poner en normalidad su situación económica, por lo que regresó al Campeonato de primera división en reemplazo del Real Cartagena.
Pero mientras se terminaba la remodelación del Estadio Alfonso López de Bucaramanga y en señal de agradecimiento con la ciudad de Cartagena de Indias por el apoyo económico que evitó la desaparición del equipo bumangués gracias al alquiler de la ficha por parte de la Alcaldía de Cartagena, jugó la primera vuelta del Torneo Apertura 1972 en la ciudad de Cartagena. El 9 de abril, en disputa del clásico entre Atlético Bucaramanga y Cúcuta Deportivo, que perdió el equipo bumangués por 0-1, fue el último partido de primera división que se disputó en la ciudad heroica hasta 1971.
El Atlético Bucaramanga reapareció en el Estadio Alfonso López de la capital del Santander, contra Deportivo Pereira, ganando por 3-2, el 1 de mayo de 1972.
De regreso el Atlético Bucaramanga a su estadio, la afición cartagenera se "refugió" en el torneo de reservas de la Dimayor en 1973. De la mano del estratega uruguayo Vicente Sánchez, quien venía de lograr el título de campeón con el Unión Magdalena de Santa Marta, el Real Cartagena fue el segundo mejor equipo de Colombia con un partido perdido, detrás del Deportivo Cali. Sánchez, sin conocer mucho del fútbol de Bolívar, armó una escuadra con jugadores de la liga vinculados al Atlético Bucaramanga -antes Real Cartagena- como aficionados a prueba y con refuerzos samarios y vallunos
Luego de esta única participación en primera división en 1971, el Real Cartagena pasó a manos de los directivos Pedro Juan Paternina y Miguel Guerra Pacheco e ingresó a participar del torneo aficionado de la Liga de Fútbol de Bolívar y de los esporádicos torneos nacionales aficionados que en ocasiones organizaba la Federación Colombiana de Fútbol.

### Filial de Millonarios
Sin embargo, en 1983 el Real Cartagena estaba a punto de la desaparición, contó con el apoyo de Millonarios, que proyectó un trabajo de Escuelas de Fútbol y Divisiones Menores en todo el país y firmó un convenio con el Real Cartagena, para que este fuera la Escuela de Fútbol oficial del equipo bogotano en la ciudad de Cartagena y que fue dirigida por Álvaro "Pipa" Solarte y José de los Santos Romero, además de brindarle un apoyo económico. Esta vinculación duró hasta el año 1989.
Así mismo, en la década de los 80, el Real Cartagena siguió participando en la Liga de Fútbol de Bolívar y también participó de los intentos de torneos de segunda división aficionada que se organizaron.

### Temporadas en la Primera C
Luego de su desvinculación de Millonarios, en 1990, el Real Cartagena pasa a manos de Conrado Villegas, quien le cambió el nombre a Atlético Cartagena.[cita requerida] En 1991, el torneo de segunda división aficionada desapareció y se creó la categoría Primera C en el fútbol colombiano. El Atlético Cartagena ingresó a participar de esta nueva categoría, cumpliendo una excelente campaña a lo largo del año, logrando llegar a la gran final nacional.
Sin embargo, no pudo lograr el ascenso a la Primera B, ya que terminó en tercer lugar cayendo ante el campeón, el equipo B de Millonarios por 6-0 y ante el subcampeón y equipo que logró el ascenso a la Primera B, Deportes Dinastía de Riosucio por 5-0.
Pero esta gran campaña del Atlético Cartagena en la Primera C, en la que se tuvo tan cerca el ascenso, sumada al hecho que en esa misma temporada el Unión Magdalena (equipo en ese entonces de primera división) había jugado en la ciudad de Cartagena debido a las bajas asistencias en Santa Marta,[cita requerida] hicieron despertar la idea en un grupo de notables miembros de la sociedad cartagenera del regreso del fútbol de primera división a la ciudad heroica pero con un equipo propio, por lo cual decidieron comprarle el Atlético Cartagena a Conrado Villegas.[cita requerida]

### Regreso al profesionalismo
El equipo retomó su nombre original de "Real Cartagena" y se logró reunir el apoyo de notables miembros de la sociedad cartagenera y en una negociación que ya contaba con el antecedente ocurrido con Atlético Bucaramanga en 1971, y con el visto bueno de la Dimayor, se patentizó la transacción mediante la cual el Real Cartagena compró la ficha de afiliado a la Dimayor del Sporting de Barranquilla, club que se encontraba en quiebra.
El nuevo presidente Eduardo Pardo Porte, tomó las riendas del equipo e inició su gestión a principios de 1992. La institución fue registrada oficialmente como afiliado de la Dimayor el 2 de febrero, fecha de fundación del actual Real Cartagena.

### Regreso a la Primera División
El Real Cartagena reapareció en primera división, luego de 21 años, al adquirir la ficha del Sporting de Barranquilla, el 9 de febrero de 1992, con derrota en Cartagena frente al Unión Magdalena 0-1, con gol de Leonardo Huertas, dejando una aceptable impresión. El director técnico fue el bogotano Juan Enrique De Brigard.
En la primera vuelta cumplió una aceptable labor con dos victorias sobre Independiente Medellín 1-0 y América 0-2, en Cali, en el triunfo más importante del año; tres empates y tres derrotas. En la segunda vuelta De Brigard salió luego de caer con Unión Magdalena 1-4. Fue reemplazado por José Antonio Rada, quien tampoco logró triunfos. La campaña quedó resumida en tres empates y cinco derrotas, para terminar en el último lugar con 10 puntos.
Entre los jugadores de ese año estuvieron: Faryd Mondragón, Oswaldo Mackenzie, Sergio Merlini, Bigú Mosquera, Alex de Alba, Harold Freyle, Miller Cuesta, Martín Caicedo, Watusi Lozano, "pototo" Gil, Robin Pico, "la Bala" Osorio, Melquicedeth Navarro, Roberto Granados, Alfredo Doria, William Rico, Hernando Mercado, "el Oso" Arévalo y "Rambo" Sossa.

### Primer descenso
Luego de ser últimos en 1992, Real Cartagena descendió a la Primera B para la Temporada 1993. Este siguiente año todos los directivos que habían comprado el equipo decidieron dejarlo a la deriva; el único que quedó fue el Capitán Pablo Galindo, quien, arriesgando el patrimonio propio, mantuvo el equipo por siete años en la Primera B, desde 1993 hasta su ascenso en 1999.
Llegaron muchos técnicos como Carlos "Papi" Peña en 1993, Daniel Silguero en 1994, Álvaro Angulo Carrasquilla en 1995, Eduardo Julián Retat en 1995-96, Héctor Javier Céspedes en 1996-97, y José Iber Grueso en  1997 y 1998, los cuales no lograron el ascenso del equipo.
En la Primera B de 1995-96 el equipo heroico descendió a la Primera C pero por ser socio de la Dimayor y haber estado en Primera A no descendió.

### Primer ascenso
Posteriormente apareció un socio, Mauricio Idarraga, y el equipo recibió el apoyo económico del América de Cali, que lo utilizó como filial en la Primera B y contrataron a Hernán Darío Herrera, con el cual el Real Cartagena ascendió, ganando el campeonato de la Primera B, en 1999, con jugadores propiedad del América de Cali como David Ferreira, Sandro Zuluaga, Óscar Villarreal, Jorge Banguero, Luis Asprilla, Oscar García, y Cristian Montero.
El equipo se mantuvo espacio de tres años en la  Primera A, en los años 2000, 2001 y 2002, temporada en la cual perdió la categoría por diferencia de goles frente al Atlético Huila, ya que ambos clubes terminaron igualados en 142 puntos en la tabla de promedio para el descenso. Casualmente, en esa temporada jugaron con el Real Cartagena muchas figuras en el ocaso de sus carreras como René Higuita, Roberto Cabañas e Iván René Valenciano.

### Segundo ascenso
Durante la temporada 2003, Real Cartagena se quedó por fuera de los cuadrangulares semifinales de la Primera B, pero en la campaña 2004 logró nuevamente el ascenso, tras superar en el cuadrangular final al Cúcuta Deportivo, Alianza Petrolera y Valledupar F. C.,y en la Gran Final a Deportivo Antioquia  consiguiendo el récord de ser el primer equipo en ascender dos veces desde la creación de la Primera B en 1991.
Entre los que hicieron parte de ese equipo se encontraban Yovanny Arrechea (goleador del equipo con 25 tantos), Paulo César Arango, Frank Pacheco, Carlos Valdés, Pedro Tavima, Gabriel Antero, Diego Gamboa, Reynaldo Alegría, Roberto Camargo y Sandro Zuluaga.

### Escándalo por presunto arreglo
La Revista Semana, publicó un artículo en agosto de 2007 en el cual se afirma que el jefe paramilitar alias Jorge 40 "tenía injerencia en el equipo Valledupar", en el torneo de 2004. El caso involucra a Real Cartagena a través de una cesión de jugadores. Casualmente, semanas antes de la conversación citada, el equipo de La Heroica y Valledupar se enfrentaron por una semifinal del torneo de Primera B.

"Faltando cinco minutos para terminar el juego, el Cartagena hizo los cuatro goles que le hacían falta para jugar la final. Cuatro goles en cinco minutos, un récord digno de Ripley. Con un 5-0, sacaron al Cúcuta Deportivo. Según 'Jorge 40', "ellos (los del Real Cartagena) conmigo tienen cierta gratitud".

Ante el caso citado, y con el fin primario de limpiar el nombre del club, y reestructurarlo, el alcalde de Valledupar, Rubén Carvajal Riveira, pidió a la Fiscalía General de la Nación realizar la investigación correspondiente, el 10 de enero de 2008.

"En octubre la Revista Semana publicó un artículo en el que afirmaba que Valledupar Fútbol Club tiene fuerzas paramilitares en su estructura económica, esos apuntes hay que aclararlos por eso exijo a la Fiscalía que investigue esta situación para aclararla, nosotros tenemos una incondicional disposición de ponerle el pecho al equipo, pero primero hay que despejar este interrogante para que el país sepa la realidad del equipo".

Asimismo, el presidente del Real Cartagena, Rodrigo Rendón, envió una carta a la Revista Semana detallando varias inconsistencias en el texto periodístico.

"Faltando cinco minutos para terminar el juego, el Cartagena hizo los cuatro goles que le hacían falta para jugar la final. Cuatro goles en cinco minutos un record digno de Ripley”. Al respecto quiero primero aclararle que el Real Cartagena no necesitaba cinco goles para pasar a la final como erradamente de nuevo lo afirman ya que con el tercer gol ya estábamos clasificados por que Cúcuta nos llevaba un solo gol de ventaja en la clasificación y ellos en su partido quedaron tres por uno frente al Alianza Petrolera y no fueron cuatro goles en cinco minutos sino en 12 minutos. Datos muy fáciles de verificar que lastimosamente su departamento investigativo también obvió.

### Subcampeonato 2005-II
En el 2005, de nuevo en la Primera A, Real Cartagena hizo una gran campaña; con el Estadio Pedro de Heredia y su alta afluencia de espectadores, y jugadores como Manuel Galarcio, David Yepes, César Fawcett, Éder Hernández, Carlos Valdés y Frank Pacheco, que estuvo a punto de entrar al grupo de los ocho mejores en el primer torneo.
Posteriormente y gracias a las taquillas conseguidas, el equipo orientado por Hernán Darío Herrera, se reforzó y clasificó entre los ocho mejores del Torneo Finalización, en los cuadrangulares quedó primero de su grupo superando a Independiente Medellín, Santa Fe y Deportivo Pereira, luego llegó a la final quedando subcampeón por primera vez en su corta historia, perdiendo la final contra el Deportivo Cali. El jugador más destacado fue Jamerson Rentería, quien marcó 12 goles.
En la temporada siguiente, la 2006, el Real Cartagena fue dirigido por Álvaro de Jesús Gómez, quien fue reemplazado por Néstor Otero. El año fue difícil ya que el club llegó comprometido en la tabla de promedio para el descenso y debió jugar en el Estadio Arturo Cumplido Sierra de Sincelejo debido a que el Estadio Pedro de Heredia lo estaban remodelando para los XX Juegos Centroamericanos y del Caribe.

### Tercer descenso
Real, en la temporada 2007, fue orientado por Walter Aristizábal, que armó un equipo considerable para ganar el torneo, con jugadores como Fabián Carabali, Keneddy Hurtado, Jorge Rojas, Harold Macías, Ayron del Valle, entre otros. El equipo fracasó y luego de cambiar al técnico para el Torneo Finalización, regresó Hernán Darío Herrera, y llegaron otros refuerzos como Oswaldo Mackenzie y Omar Pérez.
No obstante, el Real Cartagena no pudo superar en la tabla de descenso al Deportivo Pereira, por lo cual, con dos fechas de anticipación, descendió una vez más a la Primera B.

### Tercer ascenso
En la Temporada 2008, queda eliminado en los nonagonales regionales del primer semestre, pero en el segundo semestre, bajo el mando de Hubert Bodhert clasifica de cuarto del Nonagonal del Grupo A, detrás de Academia, Deportivo Rionegro y Unión Magdalena, en los cuadrangulares le corresponde el Grupo A donde supera al Academia, Patriotas Boyacá y Depor, clasifica a la final superando al Valledupar F. C., con marcador de 3-2, clasificándose a la final por el ascenso directo contra el Deportivo Rionegro, ganador del primer torneo del año.
El juego de ida, favoreció al Real Cartagena 3-0 en condición de local, con goles de Freider Matos, Luis Iriarte y José Nájera. En la vuelta, jugada en Rionegro, el local ganó 2-1, pero el marcador agregado de 4-2 le dio al Real su boleto de regreso a la Primera A, obteniendo la proeza de ganar por tercera vez la Primera B pero esta vez con jugadores puros cartageneros formados en las canchas de San Fernando y Chambacú.
En el Torneo Apertura 2009, de regreso en la Primera A, quedó eliminado en la fase de todos contra todos con 25 puntos, quedando en el décimo lugar. Para destacar en la campaña, la goleada de 6-3 en la última fecha, sobre el Boyacá Chicó con tres goles de Edwards Jiménez, siendo esta la mayor goleada a favor del Real en primera división.
En el Torneo Finalización 2009, clasificó por segunda vez en su historia a unos cuadrangulares semifinales de la Primera A en este cuadrangular enfrentó en el Grupo A, a Independiente Medellín, Junior y Deportivo Pereira.
En el torneo apertura 2010 aunque llegó a hablarse del regreso del campeonato anual, continuaron los torneos cortos. En la primera etapa se jugaron 18 fechas bajo el sistema de todos contra todos, al término de los cuales los cuatro primeros avanzaron a semifinales donde se enfrentaron en partidos ida y vuelta. Los vencedores clasificaron a la gran final y el ganador obtuvo el primer título del año y un cupo a la Copa Libertadores 2011, el equipo heroico lidero por varias fechas el campeonato pero al final quedó noveno con 28 puntos.
El 27 de mayo del 2011, Real Cartagena, disputó un partido amistoso, el cual se le dio el nombre "Duelo de Reales" ante el RCD Mallorca, todo esto en el marco de la inauguración de las obras de remodelación del estadio Jaime Morón León para el Mundial Sub-20 2011, el equipo cartagenero se impuso contra los españoles 3:0, con goles de Jorge Luis Ramos, José Najera y David Silva.

### Cuarto descenso
Los malos resultados, las malas administraciones, situaciones extra deportivas, la censura a futbolistas y periodistas, y las imprecisiones de Rodrigo Alejandro Rendón, principal dirigente del equipo durante todos estos años, llevaron a que el equipo no hubiera podido remontar en la parte deportiva, lo que le costó el descenso directo en el 2012 con tan solo 117 puntos, de 321 posibles, para un promedio de rendimiento del 36.44% que alcanzó Real Cartagena durante sus últimos tres años 2010, 2011 y 2012) en la Liga Colombiana.
En el Torneo Apertura 2011 jugó de local en el Estadio Diego de Carvajal de Magangué, Bolívar.
El 4 de noviembre del 2012 en la hinchada se reflejaba tristeza, rabia e indignación durante el partido Real Cartagena vs La Equidad, cuando el equipo perdió 2 a 0, y que de paso con ese resultado mandaba al onceno auriverde a la segunda división.
Fue un descenso que comenzó a gestarse cuando a los directivos que administran la escuadra cartagenera desconoció darle respaldo al proceso de los “pura sangre”, (jugadores cartageneros con algún refuerzo de otra ciudad que ascendieron a la Categoría Primera A en 2008 y tuvieron buena figuración en 2009), llegando incluso a estar en cuadrangulares en una ocasión. Fue entonces que el equipo contaba con jugadores que tenían poca o nula figuración en el panorama nacional, y porque cada vez más salían a la luz actos que acreditaban malos manejos administrativos en el equipo. Desde ahí Real no volvió a cuadrangulares, y se ubicaba de nuevo en los últimos puestos de la tabla. Al comenzar el 2012, se sabía que sería un año difícil, y que el descenso podría ser una realidad. En el Primer semestre, se estructuró un equipo con jugadores que no funcionaron bajo el sistema de juego planteado por el técnico Mario Vanemerak, y que en el transcurso del año Germán 'Basílico' González y Hubert Bodhert no pudieron mejorarlo.
El descenso fue consecuencia de esas consecuencias acarreadas desde 2009, y que teniendo importantes patrocinios como el de Pacific Rubiales que aportó una considerable suma de dinero, como también el apoyo oficial de la Gobernación de Bolívar y Alcaldía de Cartagena, le dieron una sostenibilidad económica notable que por ende la Superintendencia de Sociedades anunció que este equipo tuvo el mayor superávit de los 36 equipos profesionales del país,[cita requerida] pero aun así no trajo jugadores de nivel para defender la categoría.
A pesar de esa aparente estabilidad, el club no pagaba a tiempo sus obligaciones con los jugadores y que no pudo cumplir con muchos de ellos, como fueron los casos de Adrián Berbia, Néstor Salazar, Emanuel Molina, por mencionar algunos. Lo delicado de esta situación fue que desde la parte administrativa se elaboraron contratos irregulares. Además de esto hubo veto por parte del Club a jugadores como Rafael Pérez y José Nájera (quien debió volver a jugar con Real para poder recibir sus derechos deportivos) y a periodistas que denunciaron las actuaciones irregulares de las directivas en cabeza de Rendón al cual exigen que debe dar un paso al costado.
Desde el 2013 el equipo heroico no ha regresado a la Categoría Primera A en esta temporada en el torneo finalización clasificó a cuadrangulares donde es superado por Fortaleza,en el 2014 no clasifica a las finales, en el 2015 disputó los cuadrangulares de ascenso donde es superado por Cúcuta Deportivo en esta temporada clasifica al cuadrangular final donde es superado por Atlético Bucaramanga, en el 2016 otra vez clasifica al cuadrangular final donde es superado por América de Cali, ya en el 2017 es eliminado en semifinales por Llaneros, en el 2018 clasifica al cuadrangular final donde es superado por Cúcuta Deportivo, en el 2019 clasifica a cuadrangulares en el torneo apertura donde quedó eliminado por Cortuluá  y en el finalización es superado por Boyacá Chicó, en el 2020 no clasifica a las finales, y en el 2021-I vuelve a quedar eliminado.
En la temporada 2021-II clasifica cuadrangular final, donde queda cuarto del grupo A, siendo superado por Cortuluá. En el torneo apertura de la temporada 2022 clasifica nuevamente a cuadrangulares, donde queda cuarto del grupo A, siendo superado por Boyacá Chicó. En la temporada 2023 clasifica a cuadrangulares en ambos torneos, pero no clasifica a la final en ninguno de los dos. En la temporada 2024 nuevamente clasificó a ambos cuadrangulares, estando cerca de llegar a la final en el torneo apertura.

### Venta a Colombiagol
En 2020, Real Cartagena firmó un convenio con la agencia de representación de jugadores barranquillera Colombiagol, por la cual los jugadores juveniles representados por dicha agencia, integrarían la plantilla del equipo profesional en la Primera B 2020, situación con la que no estuvieron de acuerdo el director deportivo Richard Parra y el director técnico Milton García, quienes renunciaron, y fueron remplazados por Nilton Bernal. El equipo tuvo una mala campaña, ocupando los últimos lugares del campeonato. Sin embargo, desde agosto se empezó a especular con una posible venta del equipo, tras cambios en la junta directiva. En octubre, varios accionistas que poseían en conjunto el 73,79% de la institución cartagenera manifestaron su disposición de vender, y confirmaron que habían recibido ofertas, y a finales de noviembre se confirmó que la agencia Colombiagol, de propiedad de los empresarios barranquilleros Helmuth Wennin y Renato Damiani, se había quedado con la mayoría de las acciones del equipo. Así las cosas, el equipo queda conformado en su parte accionaria así: ColombiaGol, 73,79%, Rodrigo Rendón con el 21,08% y la Alcaldía de Cartagena con 4,83%. El nuevo presidente del equipo desde 2021 sería Renato Damiani, socio de ColombiaGol.

## Rivalidades
Durante los años 2003 y 2004 en la Categoría Primera B su rival era Expreso Rojo, en el año 2005 este equipo se trasladó de ciudad. En 2006 regresó, pero en este mismo año se fue, siendo el último año en que Cartagena tuvo dos equipos en el Fútbol Profesional Colombiano.
El clásico cartagenero fue una serie de enfrentamientos entre los equipos que en su momento tuvieron como sede la ciudad de Cartagena de Indias: Real Cartagena y Expreso Rojo Cartagena.
El primer enfrentamiento oficial entre ambos equipos tuvo lugar el 27 de abril de 2003 en el marco de la fase todos contra todos del Torneo de Ascenso, oficiando como local el Real Cartagena, siendo este derrotado por 1 a 0; ese mismo año el   11 de agosto, en el partido de vuelta, Expreso Rojo y Real Cartagena empataron a un tanto .
En el año 2004 se dio el hecho que ambos equipos cartageneros hicieron campañas destacadas en el Torneo de Ascenso, quedando Expreso Rojo como primero en la fase todos contra todos y Real Cartagena segundo, ambos con idénticas campañas, tomando distancia uno de otro tan solo por la diferencia de gol. Ese año Real Cartagena y Expreso Rojo se enfrentarían el 12 de junio con un resultado de empate, posiblemente a cero goles ; así mismo lo harían el 25 de septiembre , empatando sin goles.
El clásico se dio durante dos años consecutivos y cesó en 2005, año en que Real Cartagena Jugó en Primera División, y desapareció definitivamente en 2006 cuando Expreso Rojo cambió de localidad.

## Símbolos

### Uniforme
- Uniforme titular: Camiseta amarilla, pantaloneta verde con vivos amarillos, medias blancas.
- Uniforme alternativo: Camiseta blanca con vivos verdes y rojo, pantaloneta verde, medias blancas.
- Uniforme arqueros: Camiseta rosada con vivos negros, pantaloneta blanca, medias negras.

### Evolución uniforme local
| 2016 | 2017 | 2018 | 2019 | 2021 | 2024-I | 2024-II | 2025-I |

| 2025-II |

### Evolución uniforme visitante
| 2016 | 2017 | 2019 | 2021 | 2024-I | 2024-II | 2025-II |

### Evolución tercer uniforme
| 2024 | 2025-II |

### Proveedores
| Periodo        | Proveedor |
| -------------- | --------- |
| 1995 - 1999    | Nasta     |
| 1999 - 2000    | Lusti     |
| 2005 - 2007    | Saeta     |
| 2007 - 2009    | Lotto     |
| 2009 - 2010    | Saeta     |
| 2011-I         | Runic     |
| 2011-II - 2012 | Lotto     |
| 2013           | FSS       |
| 2014           | Macron    |
| 2015           | Kelme     |
| 2016           | Dotta     |
| 2017           | Kelme     |
| 2018-2019      | Dotta     |
| 2020-2021      | Kimo      |
| 2022           | Viomar    |
| 2023           | IÓN       |
| 2024           | Dotta     |

## Estadio

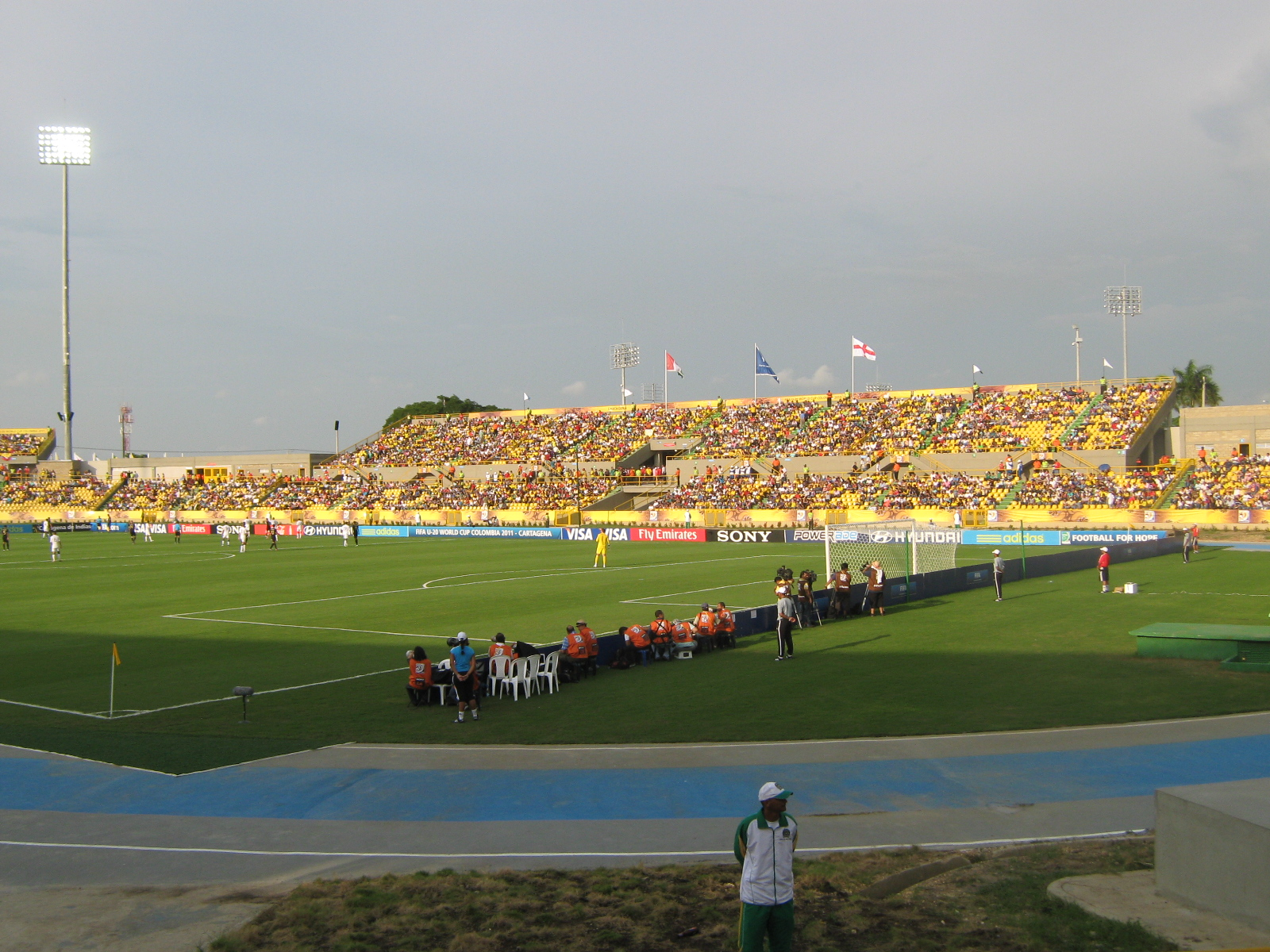
Estadio Jaime Morón León

El estadio Jaime Morón León, ubicado en Cartagena de Indias, sirve para los partidos de local del Real Cartagena. Cuenta con aforo para 16.068 espectadores y fue una de las sedes de la Copa Mundial de Fútbol Sub-20 de 2011. En la temporada 2005-II, el Real Cartagena fue el mejor equipo local, ya que de 39 puntos posibles obtuvo 33, con solamente dos derrotas. En el 2017 albergó por primera vez un torneo internacional de clubes oficial cuando el Atlético Junior jugó sus partidos de local correspondientes a la segunda y tercera fase de la Copa Libertadores 2017.

## Hinchada
Es la barra brava popular del equipo Real Cartagena, su fundación el 11 de marzo del 2001, es importante reconocer que poco antes de su nacimiento existió otra experiencia organizativa de su tipo alrededor del equipo de la ciudad, la cual llevó por nombre Los Guerreros de la Costa entre los años de 1999 y 2001, cuya disolución por diversos factores, fue factor importante para su nacimiento y constante consolidación durante todos estos años.
Se define como “Rebelion Auriverde Norte”, porque creen importante reivindicar y resignificar el imaginario construido alrededor del término “barra brava”, el cual ha sido desviado y es inmediatamente asociado con la violencia, nosotros nos nombramos de esta forma pues el despliegue de organización, pasión, aguante y folclor expuesto no solo durante los 105 minutos de un partido de fútbol, sino también en el día a día de los barrios de nuestra ciudad, es un acto de bravura entendida esta cual léxico costeño en términos de resistencia. Además también nos reconocemos y nombramos como “popular”, pues el origen histórico de las expresiones barristicas en el mundo tiene su cimiento en las clases más populares de las ciudades donde el fútbol es más que una expresión deportiva, es un estilo de vida; Cartagena y Colombia no son ajenas a este origen, es por tal que la mayoría de las barras del país están constituidas o conformadas en un amplio margen por estos sectores sociales más populares.

### Día del hincha heroico
El día del hincha heroico fue creado por Rincón Heroico con la ayuda de los hinchas de Real Cartagena mediante una encuesta en enero del 2014, el día oficial es cada 21 de marzo fecha escogida por todos porque significa mucho para los hinchas de Real Cartagena, ya que un 21 de marzo el equipo de la ciudad de Cartagena fue fundado, esta fecha fue creada con la intención de que los hinchas de Real tuvieran un día en el que se sintieran identificados y conmemorados.

## Datos del club
- Puesto histórico: 22.º
- Temporadas en 1.ª: 20 (1971,1992, 2000-2002,2005-2007,2009-2012).
- Temporadas en 2.ª: 24 (1993-1999, 2003-2004,2008,2013-Presente).
- Temporadas en 3.ª: 1 (1991).
- Mayor invicto: 8 partidos (2005-II).[127]
- Mejor Puesto en 1.ª: 2°(2005-II).[128]
- Peor Puesto en 1.ª: 18°(2006-I).
- Mejor Puesto en 2.ª: 1°(1999,2004,2008).
- Peor Puesto en 2.ª: 15°(2020).
- Mayor goleada conseguida:
  - En Primera División:
    - 6-3 al Boyacá Chicó el 17 de mayo de 2009.[83][129]
    - 4-0 al Santa Fe el 11 de diciembre de 2005.[130]
    - 4-0 al América de Cali el 7 de noviembre de 1971.

  - En Segunda División:
    - 6-0 al Chia FC el 17 de abril de 2004
    - 5-0 al Barranquilla F.C. el 29 de mayo de 2013.
    - 0-5 al Valledupar F.C. el 27 de noviembre de 2004.
    - 5-0 al Deportivo Rionegro el 28 de septiembre de 1997.
    - 5-1 al Universitario Popayán el  8 de septiembre de 2013.[131][132]

  - En Copa Colombia :
    - 7-0 al Unión Magdalena el 16 de julio de 2014.[133]

- Mayor goleada encajada:
  - En Primera División:
    - 6-0 contra Millonarios el 22 de octubre de 1992.
    - 5-0 contra Santa Fe el 5 de mayo de 2012.[134][135]
    - 4-0 contra Boyacá Chicó el 15 de noviembre de 2009.[136][137][138]
    - En Segunda División
    - 6-0 contra Academia el 18 de octubre de 2008.[139]

  - En Copa Colombia:
    - 6-1 contra Millonarios el 13 de octubre de 2013.[140]

- Más partidos disputados: Juan José Salcedo con 242 partidos.[127]

- Máximo goleador: Juan José Salcedo con 66 goles.

## Copa Colombia
De 1950-51 a 1989 no participó

### Copa Colombia
| Temporada | Ronda            | Posición | PJ  | PG | PE | PP | GF  | GC  | Dif |
| --------- | ---------------- | -------- | --- | -- | -- | -- | --- | --- | --- |
| 2008      | Fase de grupos   | 24.ª     | 10  | 4  | 0  | 6  | 9   | 12  | -3  |
| 2009      | Fase de grupos   | 23.ª     | 10  | 3  | 2  | 5  | 9   | 14  | -5  |
| 2010      | Octavos de final | 9.ª      | 12  | 6  | 3  | 3  | 23  | 18  | 5   |
| 2011      | Fase de grupos   | 27.ª     | 10  | 3  | 2  | 5  | 13  | 14  | -1  |
| 2012      | Fase de grupos   | 25.ª     | 10  | 3  | 4  | 3  | 12  | 16  | -4  |
| 2013      | Semifinales      | 3.ª      | 16  | 10 | 4  | 2  | 33  | 19  | 14  |
| 2014      | Fase de grupos   | 19.ª     | 10  | 3  | 4  | 3  | 13  | 12  | 1   |
| 2015      | Octavos de final | 9.ª      | 8   | 2  | 4  | 2  | 10  | 11  | -1  |
| 2016      | Octavos de final | 9.ª      | 8   | 6  | 1  | 1  | 10  | 6   | 4   |
| 2017      | Fase de grupos   | 29.ª     | 6   | 1  | 3  | 2  | 4   | 8   | -4  |
| 2018      | Fase II          | 28.ª     | 4   | 1  | 1  | 2  | 4   | 5   | -1  |
| 2019      | Fase de grupos   | 20.ª     | 6   | 2  | 3  | 1  | 8   | 4   | 4   |
| 2020      | Fase II          | 25.ª     | 4   | 1  | 3  | 0  | 4   | 3   | 1   |
| 2021      | Fase II          | 26.ª     | 4   | 2  | 1  | 1  | 5   | 4   | 1   |
| 2022      | Fase I           | 32.ª     | 2   | 0  | 1  | 1  | 0   | 1   | -1  |
| 2023      | Fase III         | 19.ª     | 6   | 2  | 3  | 4  | 6   | 4   | 2   |
| 2024      | Fase III         | 19.ª     | 4   | 2  | 0  | 2  | 5   | 6   | -1  |
| Total     | 16/22            | 20°      | 130 | 51 | 39 | 39 | 168 | 157 | 11  |

## Jugadores

### Plantilla 2025-II
03

### Datos jugadores
- Tabla de Goleadores Generales

Actualizado al 18 de agosto de 2025.
| #  | Jugadores           | Goles |
| -- | ------------------- | ----- |
| 1  | Juan Salcedo        | 74    |
| 2  | José Nájera         | 37    |
| 3  | Jhony Cano          | 36    |
| 4  | Santiago Rodríguez  | 33    |
| 5  | Yorley Mena         | 32    |
| 6  | Yesus Cabrera       | 29    |
| 7  | Diego Echeverri     | 27    |
| 8  | Jhon Jairo Quiñones | 24    |
| 9  | Edwards Jiménez     | 21    |
| 10 | Edwin Aguilar       | 21    |
| 11 | Fredy Montero       | 21    |

- Tabla de Jugadores con Mas Partidos (Incluye todos los torneos oficiales)

Actualizado al 9 de febrero de 2025.
| #   | Jugadores           | PJ  |
| --- | ------------------- | --- |
| 1.º | Juan José Salcedo   | 283 |
| 2.º | Orlando Osorio      | 227 |
| 3.º | Xavier Gonzalez     | 226 |
| 4.º | Luis Alfredo Sierra | 221 |
| 5.º | Yainer Acevedo      | 205 |

### Extranjeros
| Nacionalidad   | N.º | Jugadores |
| -------------- | --- | --- |
| Brasil         | 1   | Edilio Cardoso |
| Estados Unidos | 2   | Fernando Posada, William Centeno |
| Venezuela      | 5   | Cristian Fernández, Leonel Toro, Luis David González, Diego Osío, Michael Covea |
| Ecuador        | 5   | Christian Lara, Ronny Santos, Jefferson Torres, Leiner Ramos, Carlos Andrés Ortiz |
| Panamá         | 8   | Edwin Aguilar, Amílcar Henríquez, José Calderón, Luis Rentería, Eric Hughes, Nelson Barahona, Paúl Roderick, Alejandro Rodríguez Baena |
| Paraguay       | 6   | Lidio Benítez, Adolfo Riquelme, Digno González, Roberto Cabañas, Gilberto Velázquez, Ariel Bonifacio Roa |
| Uruguay        | 8   | Adrian Berbia, José Verdún, Gabriel Alvez, Daniel Gamarra, Julio César Brucessi, Juan Miguel Martínez Silveira, Carlos Tejera, Ignacio Rizo. |
| Argentina      | 26  | Emanuel Molina, Matías Urbano, Omar Pérez, Matías Marchesini, Nicolás Tagliani, Alejandro Schiapparelli, Diego Melillo, Juan Zandoná, Martín Gianfelice, Juan Aimar, Gabi Fernández, Rodrigo Marangoni, Luis Sillero, Carlos Yaqué, Sergio Merlini, Ignacio Cuffaro, Héctor Ramón Sossa, Roberto Scaminaci, Sebastián Balbi, Juan Pablo Suraci, Cristhian Daguerre, Darío Aguilara, Gustavo Villa, Leonel Gigli, Santiago Gómez, Ignacio Artola |

## Entrenadores
| Entrenador                                                                          | Período     |
| ----------------------------------------------------------------------------------- | ----------- |
| José Omar Verdún                                                                    | 1971        |
| Entre 1972 y 1991 el club estuvo desafiliado de la Dimayor y aliado en el Difutbol. |             |
| Juan Eduardo de Brigard                                                             | 1992        |
| Antonio Rada                                                                        | 1992        |
| Carlos "Papi" Peña                                                                  | 1993        |
| Daniel Silguero                                                                     | 1994        |
| Álvaro Angulo Carrasquilla                                                          | 1995        |
| Héctor Javier Céspedes                                                              | 1996        |
| Eduardo Julián Retat                                                                | 1996        |
| José Iber Grueso                                                                    | 1996-1998   |
| Hernán Darío Herrera                                                                | 1999 - 2000 |
| Alberto Rujana                                                                      | 2001 - 2002 |
| Orlando Restrepo                                                                    | 2003        |
| Héctor Estrada                                                                      | 2003 - 2004 |
| Carlos Enrique Estrada                                                              | 2004        |
| Hernán Darío Herrera                                                                | 2004 - 2005 |
| Néstor Otero                                                                        | 2006        |
| Álvaro de Jesús Gómez                                                               | 2006        |
| Julio Comesaña                                                                      | 2006        |
| Walter Aristizabal                                                                  | 2006        |
| Hernán Darío Herrera                                                                | 2007 - 2008 |
| Hubert Bodhert                                                                      | 2008 - 2011 |
| Mario Vanemerak                                                                     | 2011 - 2012 |
| Basílico González                                                                   | 2012        |
| José Fernando Santa                                                                 | 2013        |

| Entrenador           | Período     |
| -------------------- | ----------- |
| José Domínguez       | 2014        |
| Juan Eugenio Jiménez | 2014        |
| Jhon Jairo López     | 2015        |
| Hubert Bodhert       | 2015 - 2016 |
| Giovanni Hernández   | 2016        |
| José Fernando Santa  | 2017        |
| Marco Indaburo       | 2018        |
| Richard Parra        | 2018 - 2019 |
| José Fernando Santa  | 2019        |
| Milton García        | 2019        |
| Nilton Bernal        | 2020 - 2021 |
| Jairo Patiño         | 2021        |
| Steven Sánchez       | 2021 - 2022 |
| Oscar Passo          | 2022        |
| Martín Cardetti      | 2022-2023   |
| Alberto Suárez       | 2024        |
| Sebastián Viera      | 2024-2025   |
| Martín Cardetti      | 2025        |

## Palmarés

### Torneos nacionales
| Competición Nacional        | Títulos           | Subcampeonatos |
| --------------------------- | ----------------- | -------------- |
| Categoría Primera A (0/1)   |                   | 2005-II        |
| Copa Colombia (0/0)         |                   |                |
| Superliga de Colombia (0/0) |                   |                |
| Categoría Primera B (3/0)   | 1999, 2004, 2008. |                |

### Torneos nacionales juveniles
- Subcampeón del Campeonato Juvenil Sub-19 (1): 2010.[141]

### Torneos amistosos
- Copa internacional del Caribe (1): 2000.[142]
- Duelo de Reales (1): 2011.
- Copa Virgen de la Candelaria (1): 2007.

## Junta directiva 2019 - 2021
Referencia: http://eluniversal.com.co/deportes/futbol/quienes-son-los-nuevos-dirigentes-de-real-cartagena-DK396151